# Ángeles Cardona Castro
Ángeles Cardona Castro, de casada Ángeles Cardona de Gibert, (Tarragona, 3 de septiembre de 1923 - Barcelona, 5 de febrero de 2011) fue una escritora, romanista, traductora, poetisa y crítica literaria española en castellano y catalán.

## Trayectoria
Cardona estudió filología germánica y se doctoró en filología románica por la Universidad de Barcelona. Trabajó como catedrática de instituto de la asignatura de lengua y literatura en Tarragona y Barcelona; y después como profesora asociada de la Universidad de Navarra. 
Escribió 36 obras y colaboró en unas 179. Realizó unas cincuenta ediciones escolares de varios clásicos de las literaturas romances para la Editorial Bruguera, a las que antepuso estudios críticos, que fueron reimpresas en varias ocasiones, tales como: Amadís de Gaula, La Celestina, Cartas marruecas entre otras; también traducciones de Voltaire, Nicolás Maquiavelo, Pierre-Augustin de Beaumarchais o Carles Duarte; ediciones de clásicos europeos, como el Decamerón o la Divina Comedia, así como poesía lírica original principalmente en catalán. Para sus ediciones recurrió a veces a varios colaboradores, por ejemplo Joaquín Rafael y Fontanals. 
La vocación poética de Cardona se reveló por primera vez en 1983 al publicar su primer poemario, Poemas de mi muerte joven. En 1995, recibió el Premio Villa de Martorell de poesía por su primer libro en catalán, Espejismo de amor, que la impulsó a escribir más obras en esta lengua. A los 82 años publicó su primera novela, El caballo: historia vivida (2007), seguida de otras escritas poco antes de su muerte.
Presidió el capítulo barcelonés de la Academia Iberoamericana de Poesía. También elaboró manuales de comentario de textos y libros de texto para la enseñanza. Tuvo once hijos y sobrevivió a la muerte de dos de ellas y a la de su marido.

## Obra

### Poesía

#### En castellano
- 1983 - Poemas de mi muerte joven
- 1987 - Oratorio
- 1998 - Segundo oratorio
- 1991 - El libro del alba
- 1992 - Aunque haya niebla
- 1994 - Segundo libro del alba
- 1998 - Conversaciones con los ángeles

#### En catalán
- 1996 - Miratge d'amor
- 1997 - L'any transfigurat
- 1998 - Gènesi: els quatre elements
- 2000 - La fosca
- 2001 - Els veus del riu
- 2002 - El foc
- 2002 - L'esperit de la muntanya
- 2004 - Espurnes
- 2006 - Esgarrinxades

### Libros de viajes
- 1993 - Una semana en Passau. Seuba Ediciones.

### Biografías
- 1995 - Joan Salvat-Papasseit

### Estudios
- 1981 - La innovación teatral del barroco. Con Javier Fages.
- 1992 - La narrativa hispanoamericana en el siglo XX, Universidad de Navarra.

### Narrativa
- 2007 - El cavall: història viscuda.
- 2007 - Pels camins i els dreceres.
- 2009 - El capellà.

### Otros
- 1972 - Manual de ortografía moderna, Editorial Bruguera.
- 1976 - María Luisa Bombal: la feminidad enajenada San Antonio de Calonge, Gerona: Hijos de José Bosc. Con Hernán Vidal.
- 1977 - Comunicación: lengua y literatura, cultura y sociedad: tercer curso de bachillerato. Tarragona : Tarraco, 1977. (También el segundo de bachillerato). Con Benito Varela Jácome y Enrique Miralles.
- 1978 - Marco Polo, Aquí empieza el libro de Nicer Marco Polo. Ed. de Ángeles Cardona, Barcelona: Círculo de Bibliófilo.
- 1978 - Charles Darwin, El origen de las especies. Barcelona: Bruguera. Con Rafael de Buen y Lozano.
- 1978 - Julio César, Comentarios sobre la guerra de las Galias y la guerra civil, trad. de José Goya y Muniain, ed. de Ángeles Cardona y Francisco Luis Cardona Castro, Barcelona: Círculo del Bibliofilo.
- 1980 - Ancora: llengua catalana: cinqué curs Bruño, 1980 (también cuarto curso, 1979). Con Joan Perera Parramón.
- 1980 - Nuevas técnicas de análisis de textos Bruño, 1980. Con Benito Varela Jacome y Xavier Fages Gironella
- 1983 - Nicolás Maquiavelo, El príncipe. Ed. de A. C. Barcelona: Folio, 2006.
- 1984 - Manual de ortografía moderna. Barcelona: Bruguera.
- 1987 - A la ortografía por la gramática: (prácticas y ejercicios), Barcelona. PPU.
- 1988 - Voz: lengua española : gramática activa, teoría literaria: ejercicios y propuestas de trabajo. B.: Promociones y Publicaciones Universitarias, PPU.
- 1989 - Teoría y práctica de análisis de textos poéticos: (comentario resuelto de catorce poemas, de la edad media a nuestros días) Barcelona: Promociones y Publicaciones Universitarias, PPU. Con Benito Varela Jácome y Francisco Mundi Pedret.